# Organizovanost

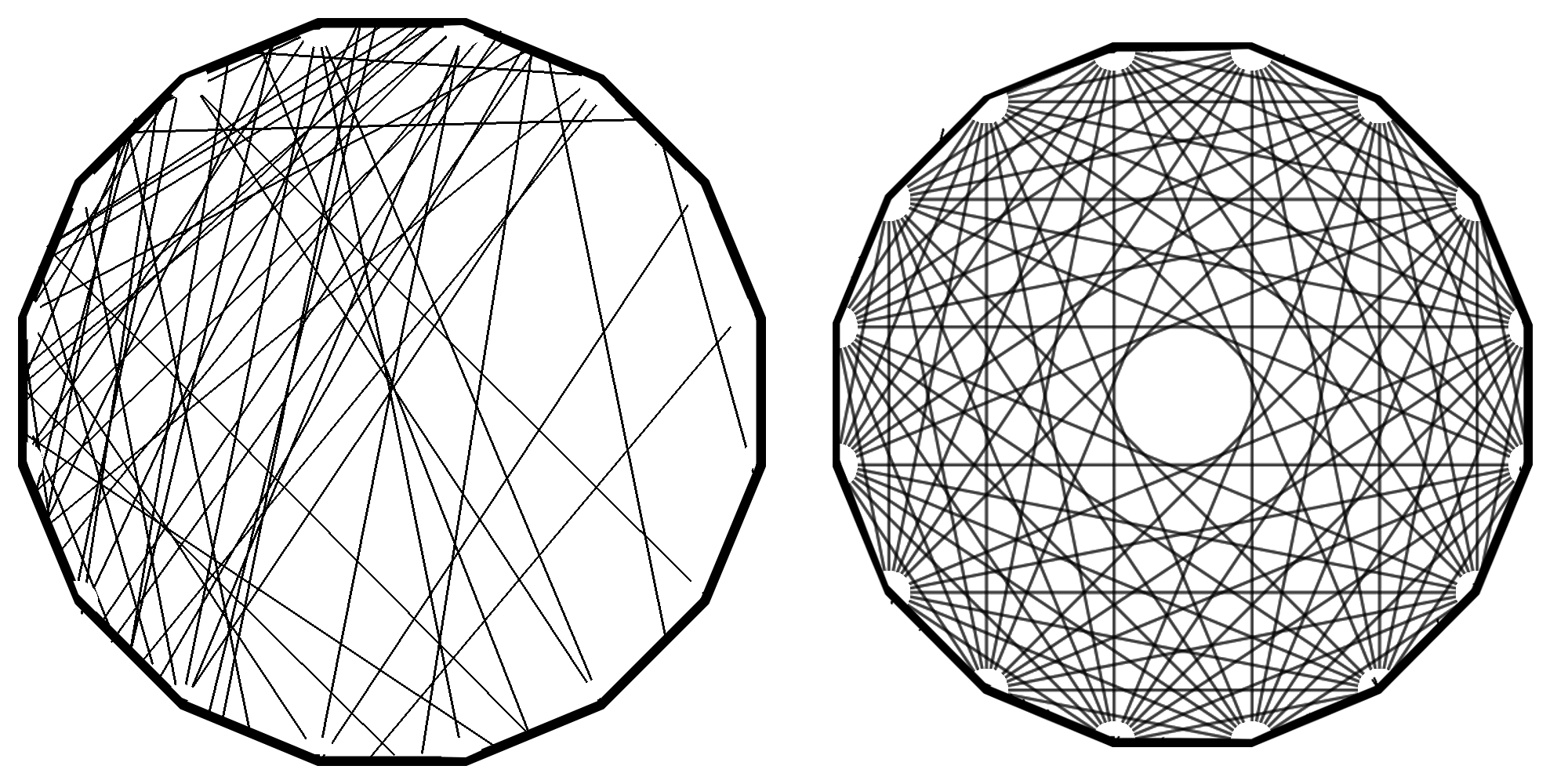
Rozdíl mezi komplexitou a organizovaností.

Organizovanost (z řeckého ὄργανον órganon–nástroj) je míra uspořádanosti systému. Slovo se v odlišném kontextu užívá v psychologii a termodynamice. Termín také nachází využití v evoluční biologii ve věci teorií vzniku komplexity v živých systémech - oproti komplexitě však nepopisuje složitost systému, přestože v obou jsou prvky systému vzájemně propojeny.

## Organizovanost systému
Systém může být uspořádaný podle mnoha klíčů. V případě homogenního teplotního rozpoložení jde o malou míru energetické entropie, v případě subjektivního uspořádání, jakým je třeba abecední seřazení knih v knihovně se snižuje entropie informační (v pozorovaném subjektivním oboru hodnot). Organizovanost velkých systémů může být projevem třídění jednotlivých prvků podle jejich společných vlastností (emergence).

## Psychologie
Organizovanost jedince v psychologii popisuje, nakolik člověk vyžaduje pořádek ve věcech, jež ho obklopují - ať už je to jeho majetek, jeho myšlenkové postupy či struktura jeho jednání. Organizovanost je jako dimenze osobnosti uvažována ve Freudovských psychologických testech nebo v jisté formě i testech MBTI. V praxi mají organizovaní lidé např. větší sklon držet se jednoho tématu, soustředit se, zvládat své povinnosti a stíhat své termíny.
Extrémní organizovanost je typická pro autisty či osoby trpící či OCD (neustálé kontrolování). Na druhou stranu, přílišná neuspořádanost může být spojena s diagnózami jako je Diogenův syndrom (chorobné shromažďování věcí).